# Ciocănitoare de câmp
Ciocănitoarea de câmp (Colaptes campestris) este una dintre cele trei ciocănitori care trăiesc la sol (celelalte sunt ciocănitoarea de teren și ciocănitoarea andină). Face parte din subfamilia Picinae din familia ciocănitoarelor Picidae. Se găsește în Argentina, Bolivia, Brazilia, Paraguay, Surinam și Uruguay.

## Taxonomie
Ciocănitoarea de câmp a fost descris inițial ca Picus campestris. Societatea Americană de Ornitologie, Comitetul Internațional de Ornitologie și taxonomia Clements atribuie două subspecii ciocănitoarei de câmp: C. c. campestris (Vieillot, 1818) și C. c. campestroides (Malherbe, 1849). De la începutul anilor 1900, diverși autori au tratat subspecia C. c. campestroides ca o specie separată.

## Comportament

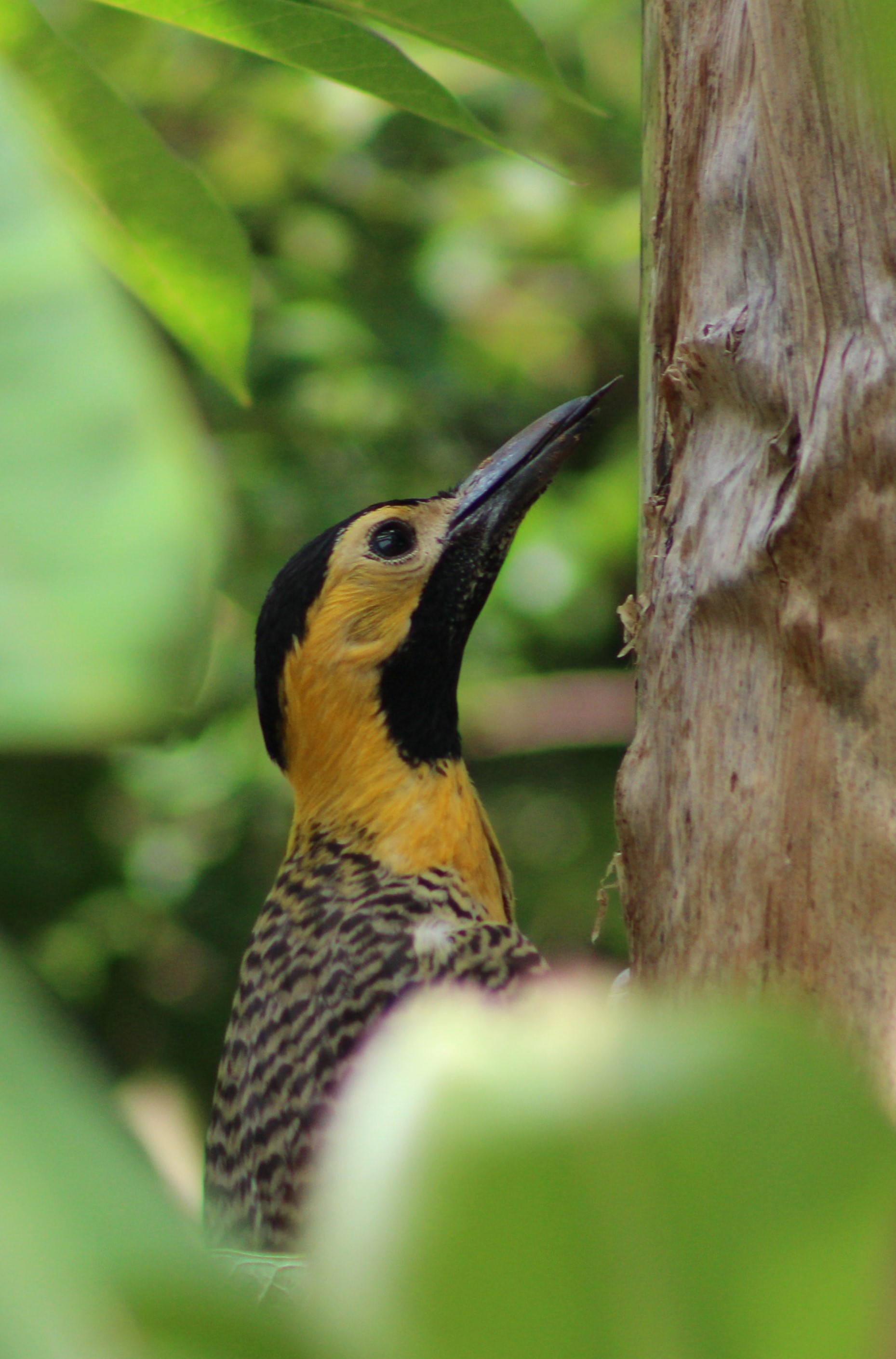
Colaptes campestris

### Hrană
Ciocănitorile de câmp se hrănesc aproape în întregime la sol. De obicei, se hrănește în perechi sau în grupuri sociale restrânse; au fost observate până la șapte păsări împreună. Ele ciugulesc, sapă și culeg prada în mușuroaie de furnici și termite, în sol, printre pietre și în lemnul mort căzut. Furnicile și termitele constituie cea mai mare parte a dietei lor. Fructele constituie o parte foarte mică din dieta lor.

### Reproducere
Sezonul de reproducere al speciei în Argentina și în centrul Braziliei atinge apogeul în sezonul uscat din august și septembrie. Ambele sexe sapă o cavitate pentru cuib, într-o movilă de termite, un mal de pământ, un copac sau un stâlp de gard. Studiile au arătat un sistem social complex al speciei, cu conflicte reproductive ridicate atât în cadrul grupurilor, cât și între acestea, atât din cauza noului potențial reproducător, cât și prin efectul dimensiunii grupului. Specia este „predominant monogamă atât în grupurile cooperative, cât și în perechile social monogame, dar în mai multe grupuri cooperative, femelele auxiliare au contribuit cu ouă la cuib”. Dimensiunea cuibului este de obicei de patru sau cinci ouă. Nu se cunosc: perioada de incubație, timpul până la zbor și detaliile îngrijirii parentale.

### Sunete
Ciocănitoarea de câmp are un repertoriu vocal mare. Cântecul său este un "wicwicwicwic---" rapid, repetat de 10 până la 12 ori. Strigătele tind să fie înalte, ascuțite și nazale: „tih”, „tir” sau „wur”. Perechile fac duet cu un wicwicwic înalt la care răspunde imediat un wucwucwuc scăzut.

## Galerie

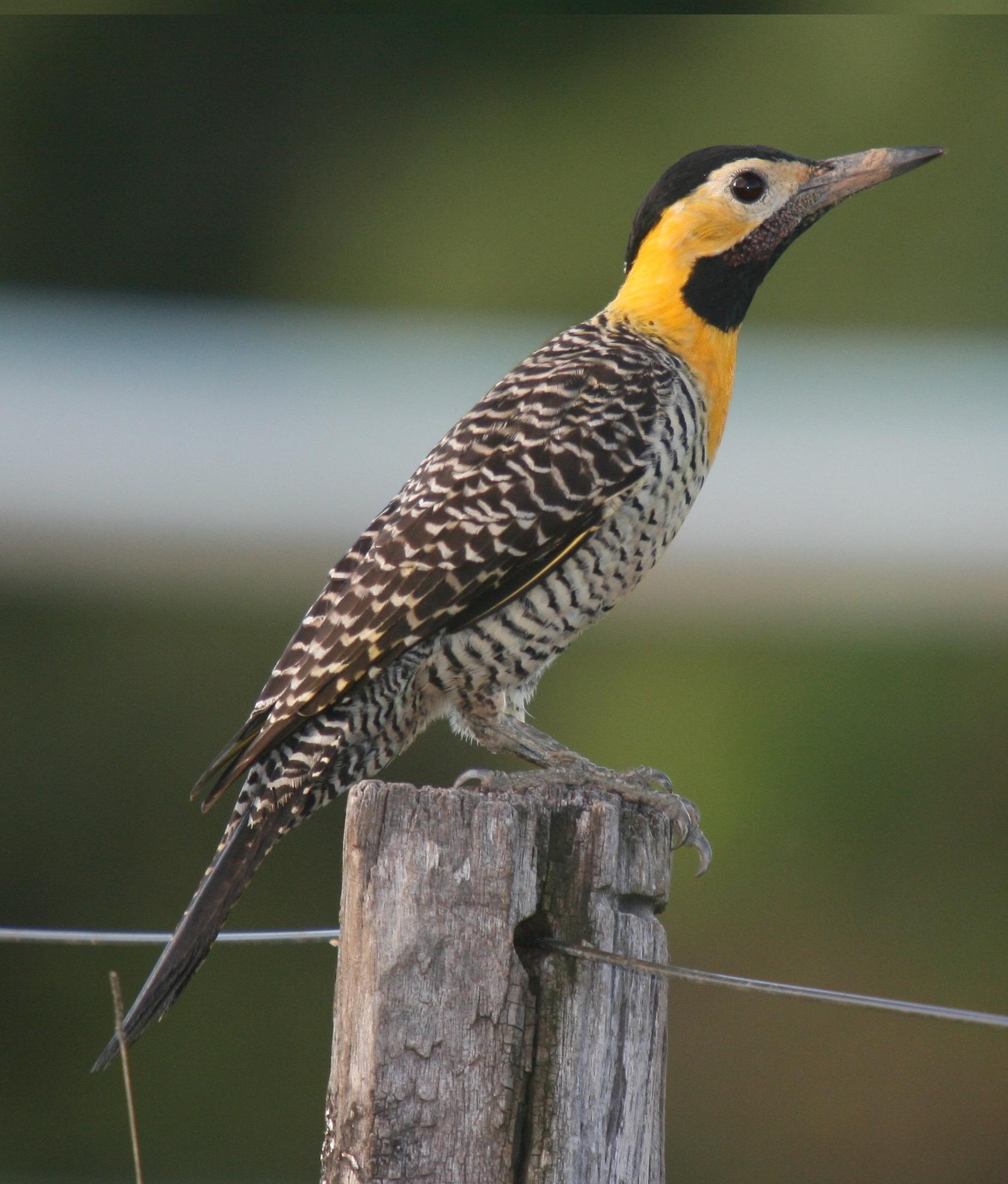
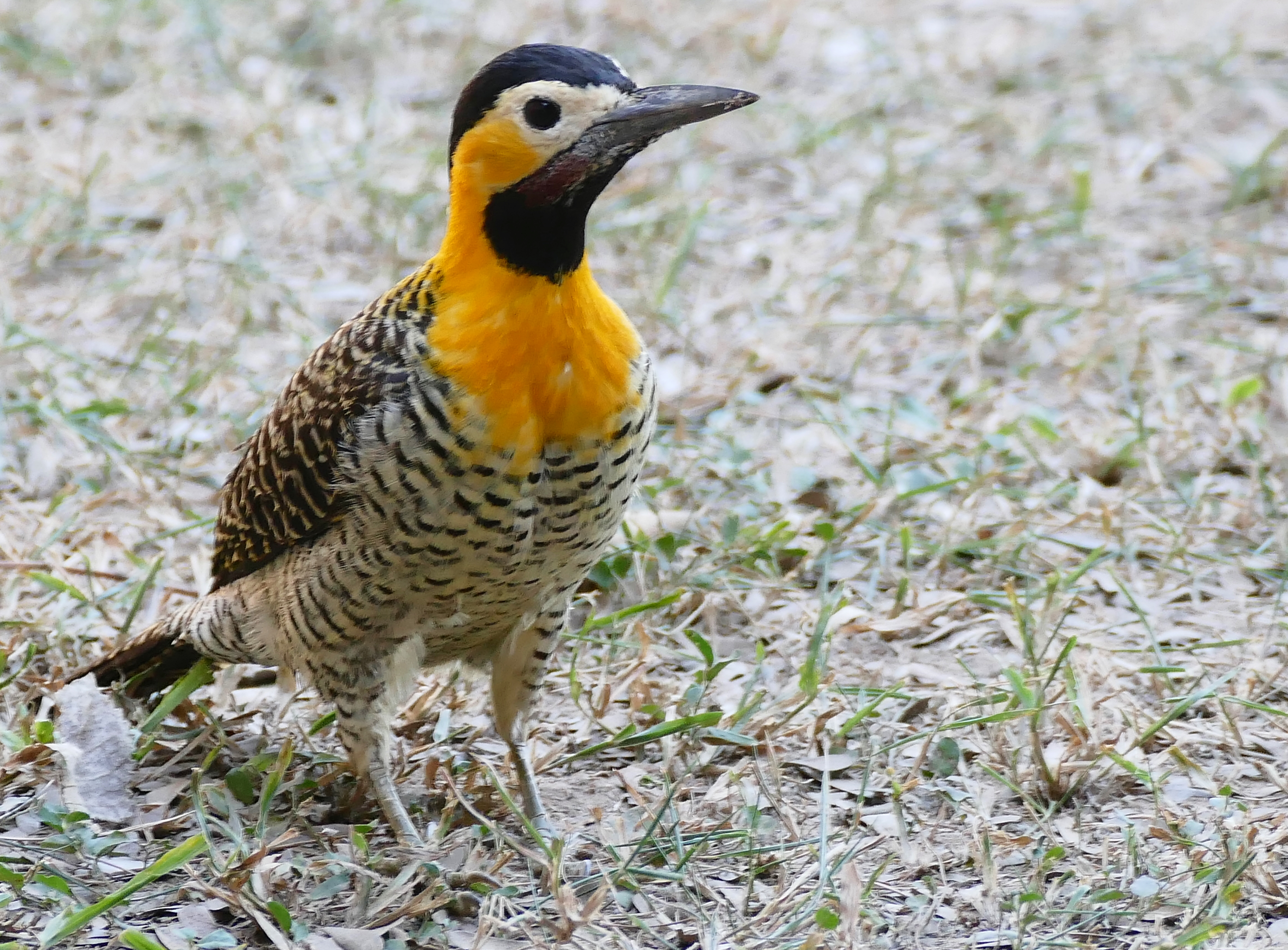
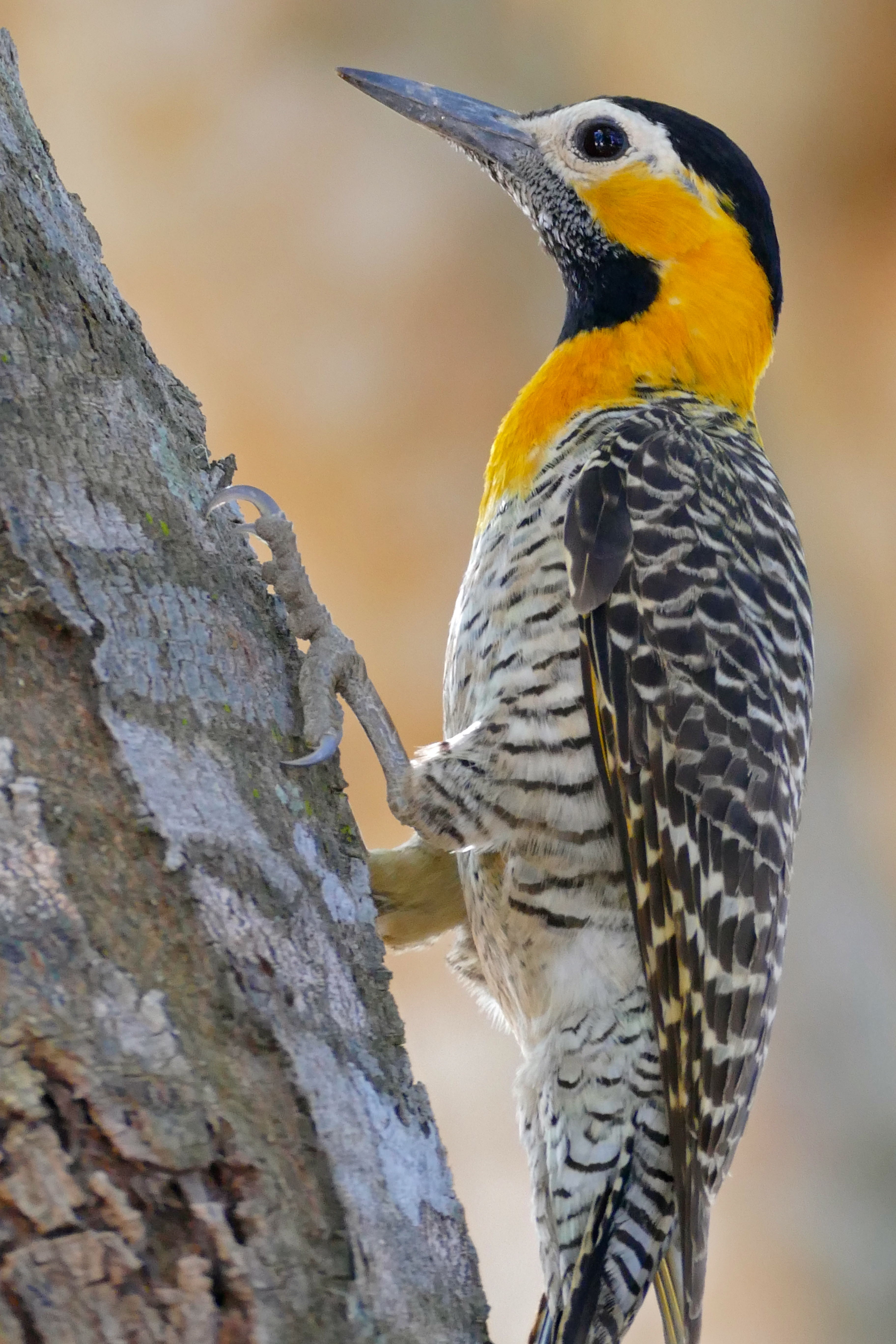
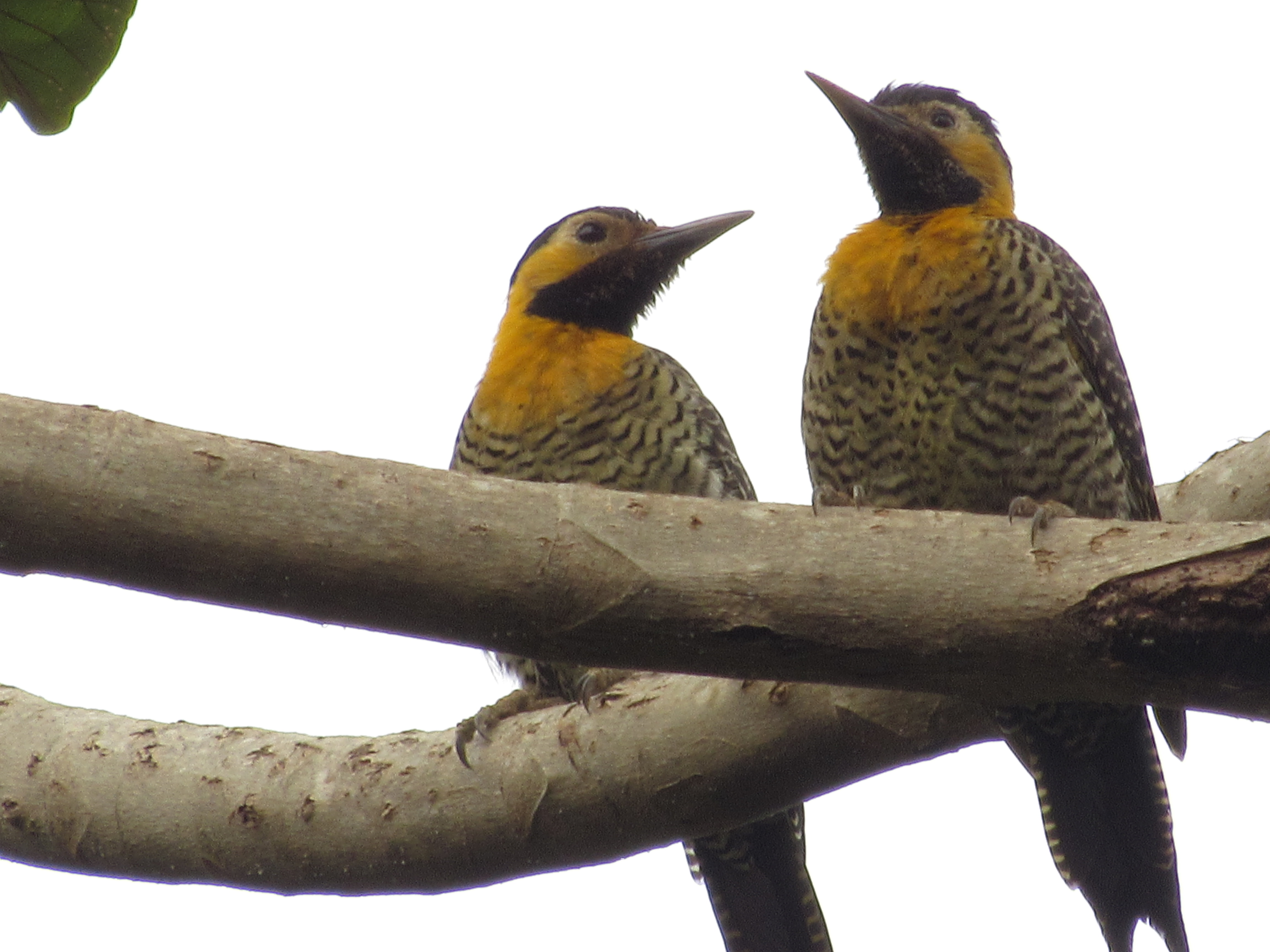
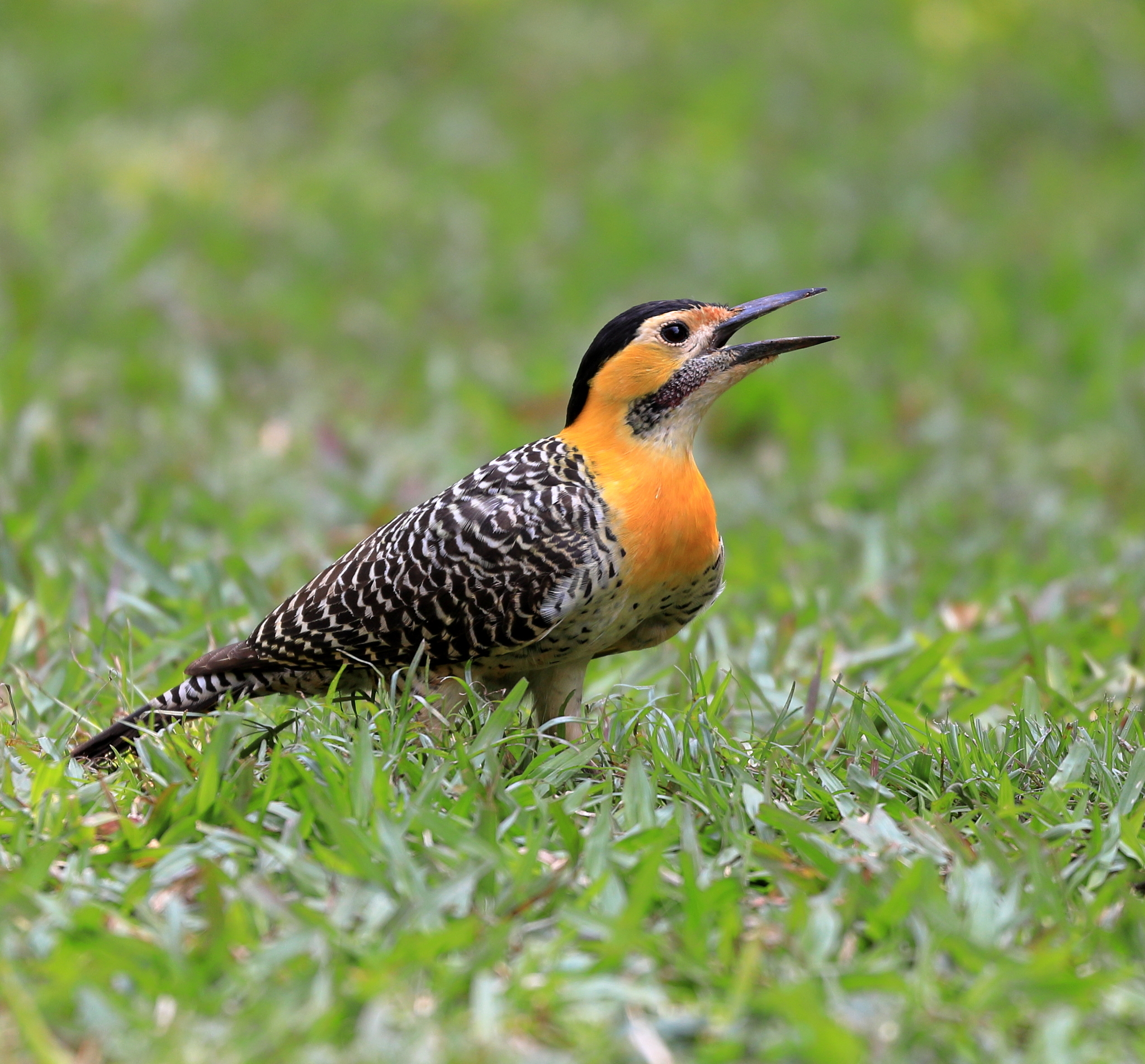